# Place de la Petite-Hollande
Pour les articles homonymes, voir Petite Hollande.
La place de la Petite-Hollande est une place de Nantes, en France.

## Situation et accès
La place se trouve dans le centre-ville, à la pointe occidentale de l'île Feydeau et à l'extrémité ouest de la rue Kervégan, entre l'allée Duguay-Trouin (au nord) et le quai Turenne (au sud).

## Origine du nom
Pour Édouard Pied, son nom viendrait du fait que la plupart des péniches hollandaises qui apportaient leur cargaison de fromages accostaient à cet endroit.

Selon l'historien Alain Croix, ce sont les marchands hollandais installés dans la ville depuis 1630 qui s'y réunissaient pour fixer les cours et traiter leurs affaires, afin d'éviter de se rendre au Palais de la Bourse tout proche. 

## Historique
L'emplacement, avant l'urbanisation de la grève de la Saulzaie, à l'Ouest l'île du même nom, n'est qu'un banc de sable. L'opération immobilière initiée au début du XVIIIe siècle entraîne la création progressive de l'îlot urbain de l'île Feydeau, dont la pointe Ouest et la place de la Petite-Hollande.
Par le passé, elle prit également le nom de « place Scevola » et « place de l’Éperon » puis de « place de Hollande ».
Avant les travaux de comblement de la Loire dans les années 1920 et 1930, cette place permet de faire la transition entre le « pont de la Bourse », au Nord, et le « pont Maudit », au Sud.
Le « pont de la Bourse » succède au « pont Feydeau », mis en service en 1737, franchissait le « bras de la Bourse » pour rejoindre l'angle Sud-Ouest de la place du Commerce, au pied du palais de la Bourse.
Le « pont Maudit » franchissait le « bras de l'Hôpital » pour atteindre la « rue Haudaudine » (actuelle rue Gaston-Veil), dans la partie occidentale de l'île Gloriette. Le qualificatif de « maudit » viendrait du fait qu'il fut le seul ouvrage d'art de l'île que la municipalité n'avait à l'origine pas prévu de construire. De colère, les habitants maudirent le pont. Le fait également que les bateliers n'aimaient pas s'approcher de cet ouvrage fragile construit d'abord en bois est une autre explication sur l'origine de son nom,.
Après l'évacuation de l'ancien palais de la Bourse en 1767, Jean-Baptiste Ceineray, devenu architecte de la ville, répond à la demande des négociants de construire un bâtiment provisoire. C'est donc dans une « loge » en bois, située place de la Petite-Hollande, qu'ils sont installés. Ils quittent l'emplacement en 1792, y reviennent en 1799 puis en partent définitivement 1804.
Lors de la Terreur, Jean-Baptiste Carrier s'installe place de la Petite-Hollande, dans l'hôtel de La Villestreux.

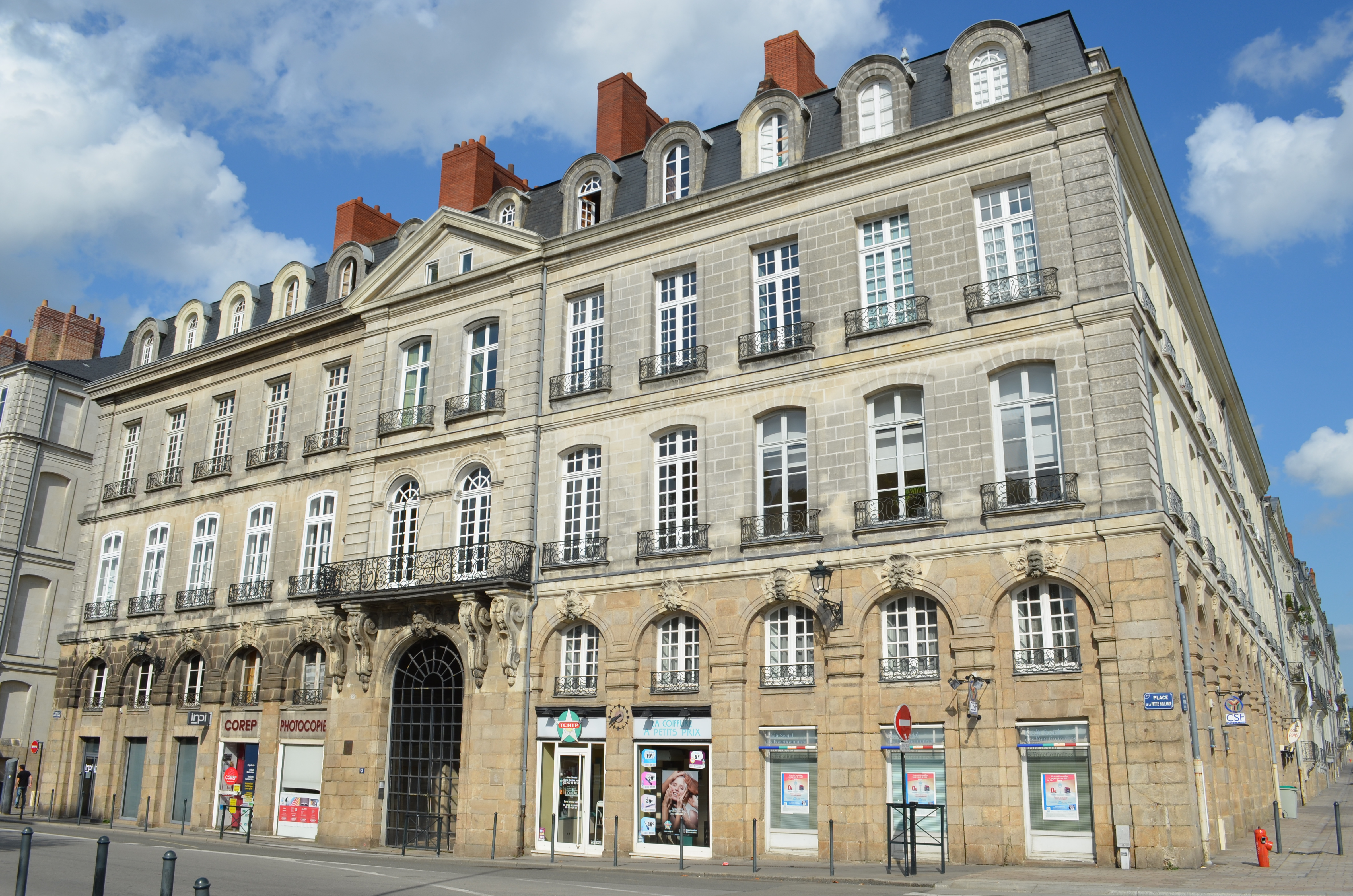
Façade de l'hôtel de La Villestreux donnant sur la place.

En 1802, la place est également occupée à l'Ouest par un établissement de bains qui disparaît pour céder la place à un marché couvert, dit « marché de la Petite-Hollande ». Construit en 1867, sur les plans de l'ingénieur Médéric-Clément Lechalas, il abrite des échoppes dont le prix de location est calculé au mètre, et qui sont louées à la journée. Autour, un quai en hémicycle, donnant accès à une cale (rive en pente douce), permet les livraisons par voie d'eau. Le site, très actif, est détruit en 1932 pour cause d'insalubrité pour être emplacé par un jardin public, le square Jean-Baptiste-Daviais.
Depuis lors, le « marché de la Petite-Hollande » se tient toujours non loin de là, tous les samedis, sur l'esplanade appelée aussi « terre-plein de la Petite-Hollande » (ou « terre-plein de l'île Gloriette ») qui est située à l'Ouest de l'île Feydeau et qui fut aménagée à la suite des travaux de comblement du point de confluence des bras « de la Bourse » et « de l'Hôpital ». Par abus de langage, beaucoup de Nantais ont fini par désigner également comme étant la « place de la Petite-Hollande » ce nouveau lieu de réunion du marché hebdomadaire.
Le peintre et graveur français Étienne Bouchaud (1898-1989) naît au no 3, le 15 février 1898.
En 1960, le réalisateur Jacques Demy utilise la place comme décor extérieur pour son film Lola, sorti en 1961.
Lors des parades de la compagnie Royal de luxe, une partie du spectacle se tient sur la place.

### Transformation de la place
Des travaux de transformation de la place sont en projet. Ces travaux commencent début 2025. La fin des travaux est prévue en 2030. Le projet doit coûter 60 millions d’euros. Il s'agit du maillon central de la promenade qui doit relier la gare à la Loire, mais c'est également le premier maillon du projet « Loire au cœur », qui sera composé de 4 km de berges entre le canal Saint-Félix et le Bas-Chantenay. Au total la petite-hollande sera végétalisée sur 4 hectares avec 350 arbres déjà présents qui seront conservés et un ajout de 650 nouveaux arbres soit un total de 1000 arbres sur l’ensemble de la place. Le but est de créer des ilots végétales. L'été l'espace devrait être plus frais de 8 degrés. En plus du marché actuel qui sera toujours présent, la place se voit accueillir de nombreux aménagements tel que des jeux pour enfants dans le square Daviais, de salons de plein air pour jouer à la pétanque, au ping-pong ou encore aux échecs, des cafés et de grandes tablées. 

## Bâtiments remarquables et lieux de mémoire
Les trois immeubles de la place de la Petite-Hollande sont inscrits au titre des monuments historiques. Ils sont construits au moment de l'aménagement de l'île Feydeau, au XVIIIe siècle.
Au no 1 figure le moins célèbre, la maison Charron, datant de 1740, premier édifice achevé du programme de lotissement. Les façades et les toitures sont inscrites aux monuments historiques par arrêté du 21 décembre 1984.
L'hôtel Grou, qui se situe au no 2, est bâti au profit du célèbre armateur et négrier Guillaume Grou. Puis racheté par l'armateur Mathurin Trottier. C'est dans cet immeuble qu'est décédé l'armateur Jean Peltier Dudoyer le 24 février 1803. Les façades (y compris les ferronneries) et la toiture de cet immeuble sont inscrites aux monuments historiques par arrêté du 10 juin 1932. La cage d'escalier intérieur est inscrite par arrêté du 29 janvier 1986.
Enfin, l'imposant hôtel de La Villestreux, construit entre 1743 et 1754, a son entrée au no 3 de la place. Les façades (y compris les ferronneries) ainsi que la toiture et les deux grands escaliers sur la cour intérieure sont inscrits aux monuments historiques par arrêté du 2 juillet 1951. Le porche d'entrée, donnant sur la place de la Petite-Hollande, est inscrit par arrêté du 17 janvier 1986.

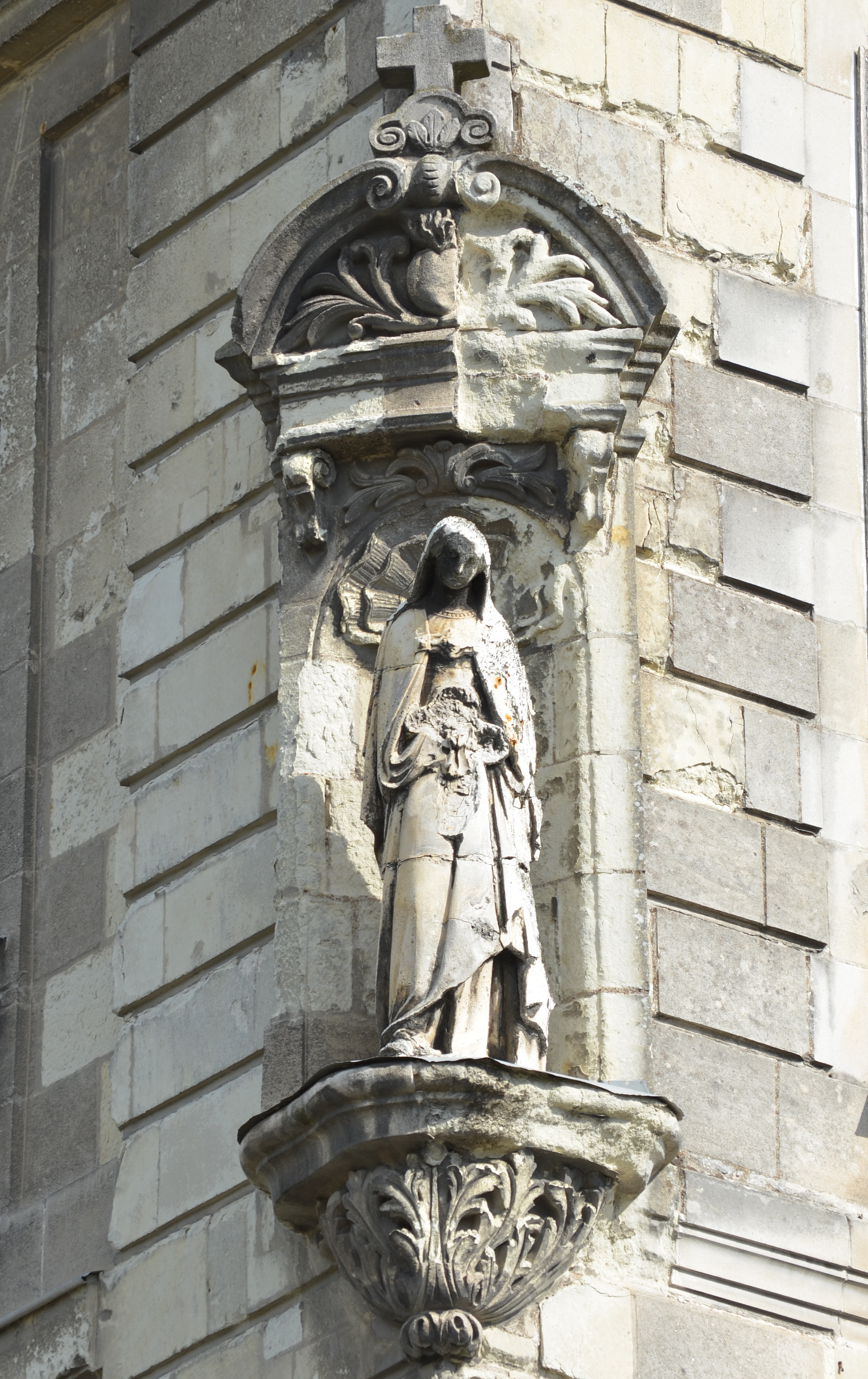
Détail d'architecture de la maison Charron.
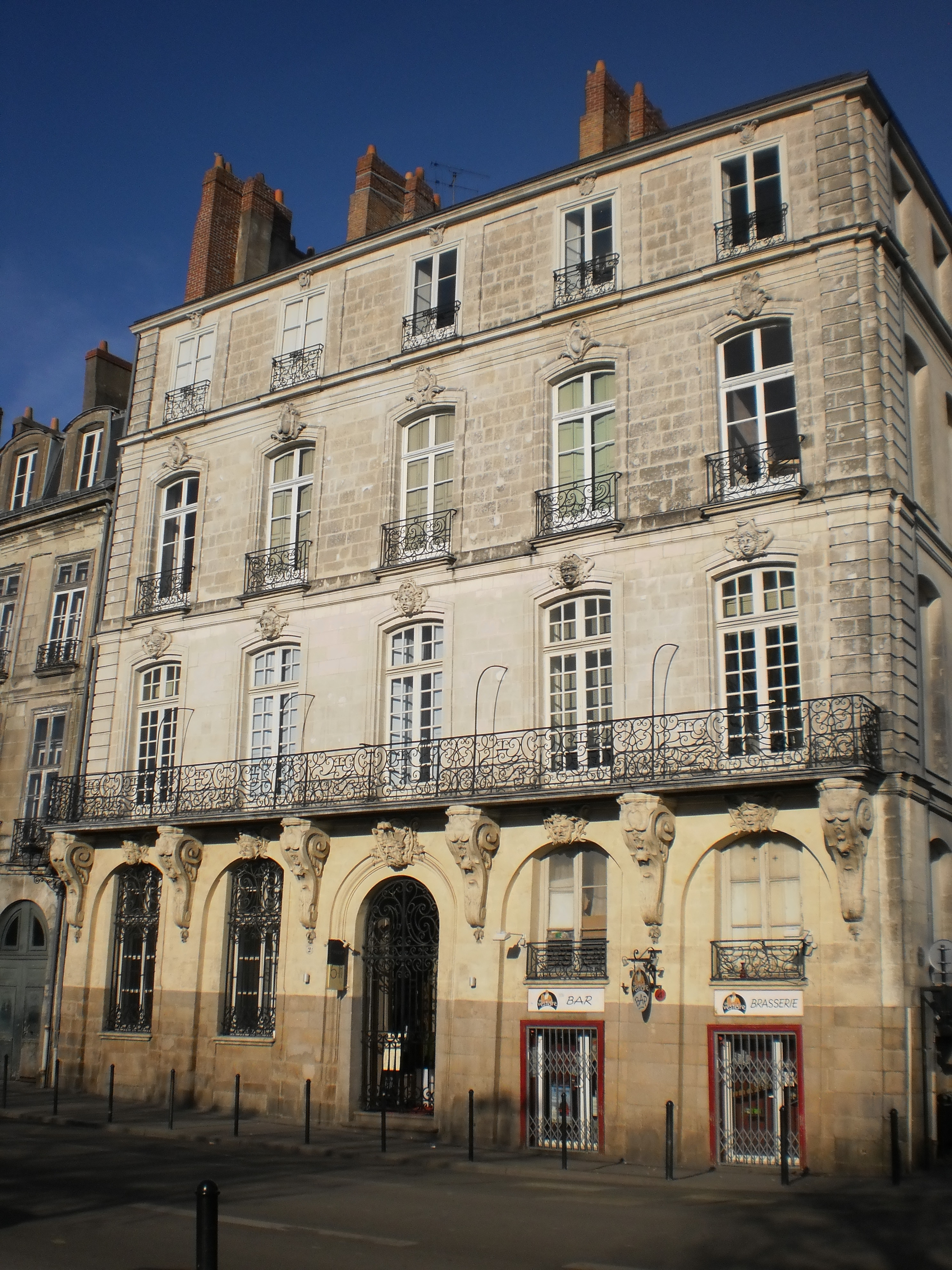
Hôtel Grou.
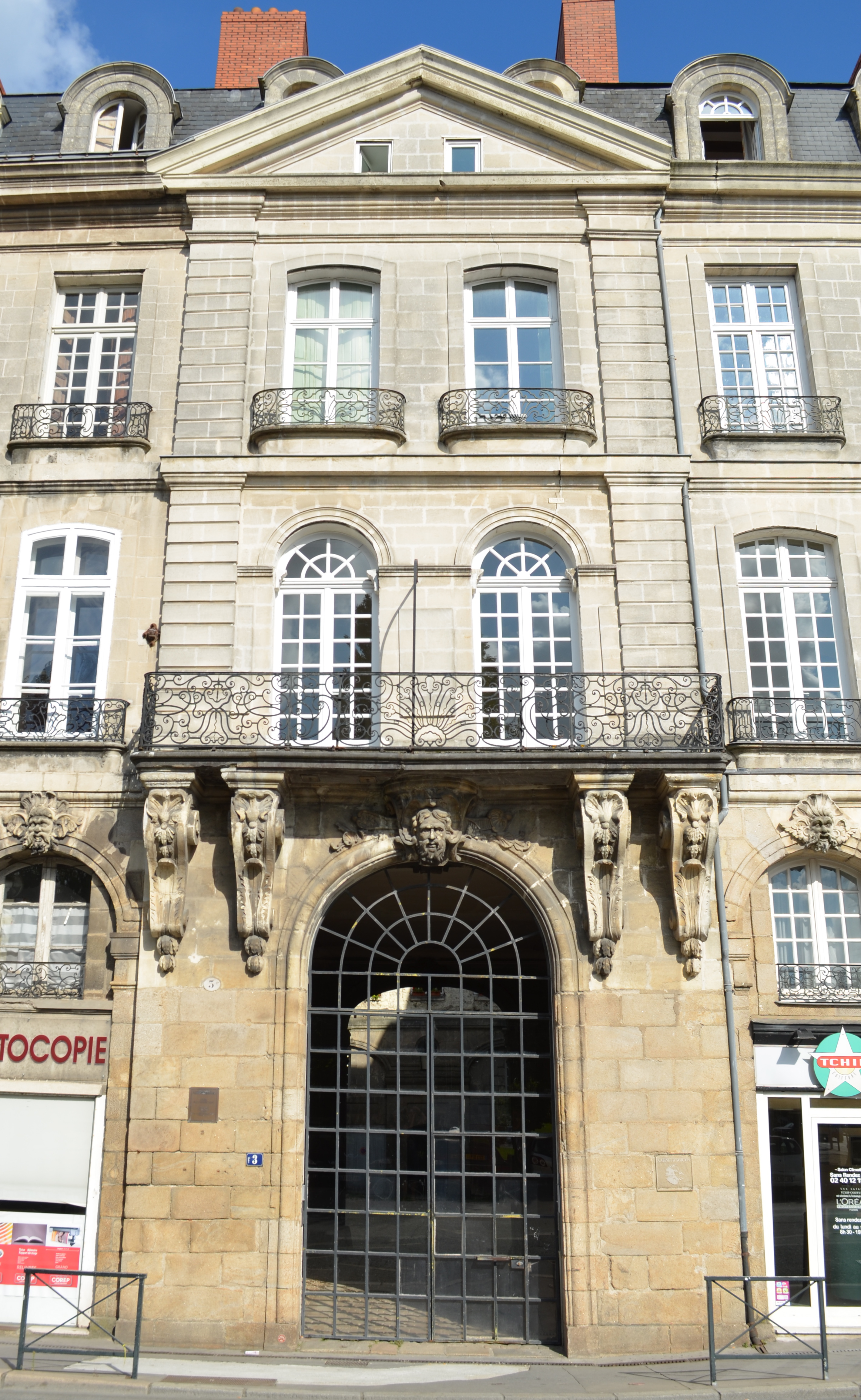
Entrée centrale sur la façade de l'hôtel de La Villestreux.